# Shuhrat Sodiqov

Shuhrat Sodiqov

Shuhrat Muhammadjonovich Sodiqov (geboren 1969 in der Provinz Taschkent, Usbekische SSR, UdSSR) ist ein usbekischer Politiker.

## Biografie
Shuhrat Sodiqov wurde 1969 in der Provinz Taschkent geboren. 1992 absolvierte er das Staatliche Pädagogische Institut von Jizzax. Im Jahr 2004 absolvierte er die Taschkenter Universität für Informationstechnologie und schloss sein Studium im Jahr 2006 mit dem Magister ab. Im Jahr 2008 absolvierte er die Akademie für staatliches und öffentliches Bauen und erhielt einen Magister-Abschluss in Wirtschaft.
Im Jahr 1992 begann Shuhrat Sodiqov seine Tätigkeit als Wirtschaftsingenieur für die Funkkommunikation der Stadt Jizzax. Von 1993 bis 1997 arbeitete er als technischer Direktor für den Service und die Wartung der Computertechnik des kleinen Unternehmens „Nur“. Von 1997 bis 2002 war er Inspektor, Ingenieur der 1. Kategorie und der 2. Kategorie, leitender Ingenieur der Staatlichen Inspektion für Kommunikation und stellvertretender Leiter der Staatlichen Inspektion für Kommunikation der Stadt Taschkent.
Von 2004 bis 2006 arbeitete er als Leiter der Informations- und analytischen Abteilung für Informationssysteme und Telekommunikation des Ministerkabinetts der Republik Usbekistan. Seit 2006 ist er Stellvertreter und seit dem 6. November 2008 Generaldirektor der AK Uzbektelecom.
Im März 2010 wurde Sodiqov zum Leiter der Informations- und analytischen Abteilung für Informationssysteme und Telekommunikation des Ministerkabinetts der Republik Usbekistan ernannt. Seit dem 1. August 2017 ist er Direktor der Nationalen Agentur für Projektmanagement beim Präsidenten der Republik Usbekistan. Seit dem 8. August 2018 ist er Minister für Informationstechnologie und Kommunikation der Republik Usbekistan. Er ersetzte Azim Ahmadxoʻjayev.

## Auszeichnungen
- Orden „Mehnat Shuhrati“ (29. August 2020)